# Halibut

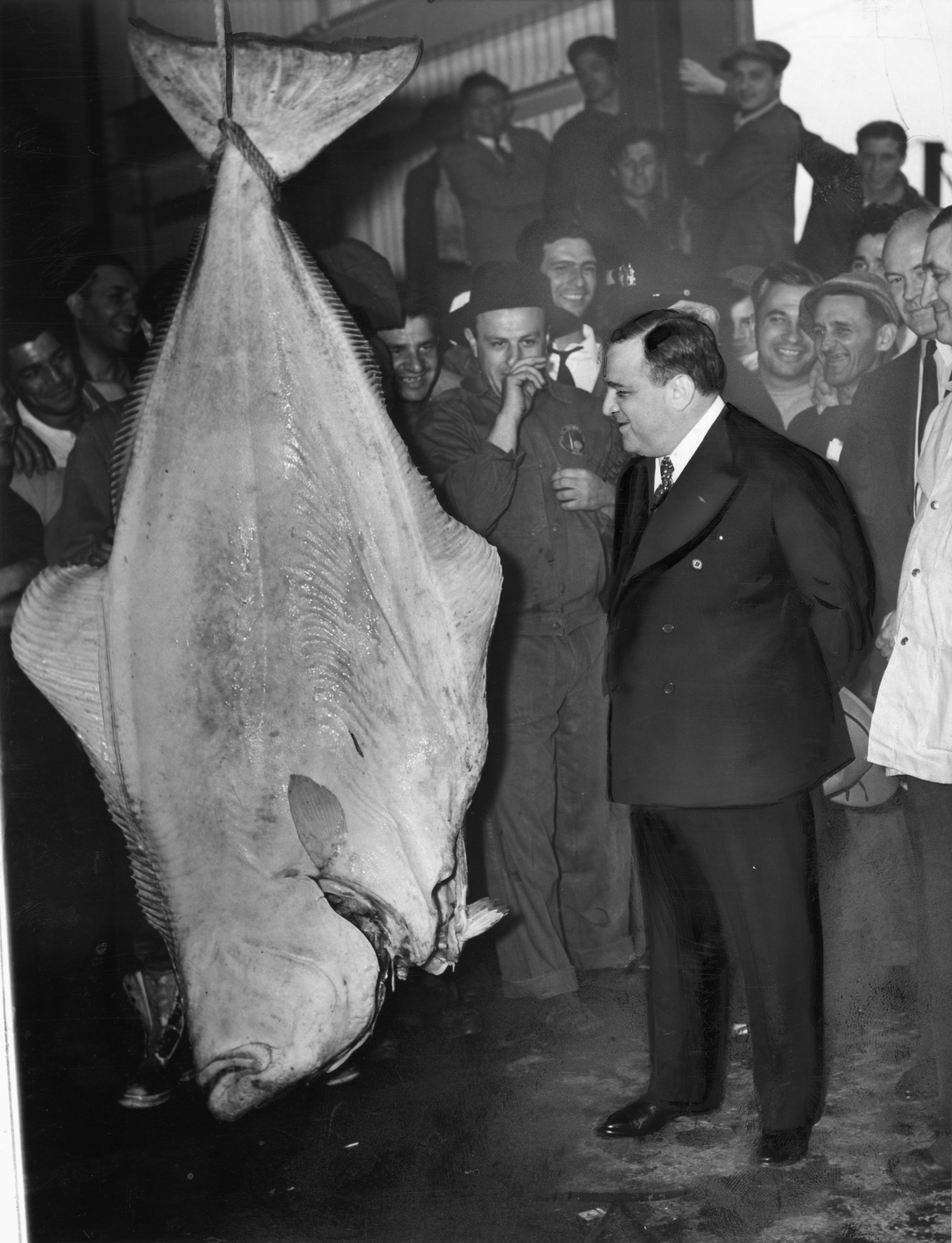
Fiorello La Guardia accanto ad un gigantesco halibut pescato a New York, 1939

Ippoglosso o halibut è il nome di numerosi pesci piatti appartenenti a diverse famiglie come Paralichthyidae, Pleuronectidae e Psettodidae.
Il più conosciuto tra questi è indubbiamente l'halibut atlantico (Hippoglossus hippoglossus), alcune altre specie conosciute con questo nome sono l'halibut pacifico (Hippoglossus stenolepis), l'halibut della California (Paralichthys californicus), l'halibut della Groenlandia (Reinhardtius hippoglossoides) e l'halibut nano (Hippoglossoides platessoides).
A livello legale, il nome commerciale di "halibut" è riservato a due sole specie, Hippoglossus hippoglossus e Reinhardtius hippoglossoides, entrambi pleuronectidi.

## Caratteristiche
Si tratta di pleuronettiformi in genere di grandi dimensioni e di abitudini predatorie, piuttosto difformi tra specie e specie.

## Pesca e consumo
Molto diffusa la pesca in Groenlandia, dove per pescare si praticano fori nel ghiaccio e si cala una lenza con centinaia di ami (palamito). Questo tipo di pesca necessita di molti uomini a causa del grande numero di prede che abboccano. È commercializzato in particolare negli Stati Uniti. Per pescarlo si usano reti a strascico, oppure lenze a traina, usando pesci morti come esca. Tuttavia, ci sono diversi altri metodi che possono essere altrettanto efficaci.
Altre informazioni sull'halibut si possono trovare sulla scheda tecnica ISMEA per produzione, importazioni ed esportazioni.

## Record
Il record ufficiale di peso per un halibut era di 190 kg; il pesce era stato pescato da Thomas Bøge Nielsen a Vannøya di Troms nell'estate del 2004. Il tedesco Stefan Lühering tuttavia, nell'aprile del 2008, a Karlsøy, nel nord della Norvegia insieme a un amico norvegese è riuscito nell'impresa di tirare a riva un esemplare di 194 kg per 242 cm di lunghezza. Il record è stato però nettamente superato nel luglio 2013 dal tedesco Marco Liebenow, che è riuscito a catturare un esemplare molto più grande: l'halibut, pescato in Norvegia, a Laksefjord presso Kjøllefjord, nel mare di Barents, pesava 233,5 kg ed era lungo ben 263 cm. Le foto di Liebenow sono state diffuse rapidamente in rete; attualmente risulta essere il più grande esemplare mai pescato al mondo.

## Specie
Nota. In neretto i nomi regolamentati in commercio; gli altri sono nomi non commerciali.
- Atheresthes evermanni, Halibut lingua di freccia, Halibut giapponese
- Atheresthes stomias, Passera del Pacifico[2] o Halibut del Pacifico (nome maggiormente usato a fini non commerciali)
- Eopsetta grigorjewi, Halibut
- Hippoglossoides platessoides, Passera atlantica[2] o Halibut nano
- Hippoglossus hippoglossus, Halibut[2] o Halibut atlantico
- Hippoglossus stenolepis, Halibut
- Paralichthys californicus, Halibut californiano
- Paralichthys dentatus, Falso halibut, Halibut del Canada
- Paralichthys olivaceus, Halibut bastardo, Falso halibut
- Parastromateus niger, Pampo nero[2] o Halibut nero
- Psettodes erumei, Rombolino[2] o Halibut australiano, Halibut del Queensland, Falso halibut
- Pseudorhombus cinnamoneus, Falso halibut, Halibut cannella
- Reinhardtius hippoglossoides, Halibut[2] o Halibut nero, Halibut blu, Halibut di Groenlandia
- Verasper variegatus, Halibut macchiato